# 독립광장 (키이우)

독립광장의 모습.

독립광장(우크라이나어: Майдан Незалежності 마이단 네젤레즈노스티[*])은 우크라이나 키이우에 있는 광장이다. 키이우 중심지에 있는 광장 중 하나로 키이우 셰우첸키우스키구 흐레샤티크에 있다. 1990년 우크라이나 독립 시위 이래로 우크라이나의 정치 운동 및 시위 중심지가 되었다.

## 같이 보기
- 유로마이단
- 오렌지 혁명
- 쿠치마 없는 우크라이나